# Gerald McBoing-Boing
Cet article possède un paronyme, voir Boing Boing.
Pour la série télévisée du même nom, voir Gérald McBoing-Boing (série télévisée).
Pour plus de détails, voir Fiche technique et Distribution.
Gerald McBoing-Boing est un film d'animation américain réalisé par Robert Cannon et sorti en 1950.
Il a remporté l'Oscar du meilleur court métrage d'animation en 1951, et a fait l'objet de deux suites en 1953 et 1956 et d'une série Gérald McBoing-Boing sur CBS,.

## Synopsis
Le film est basé sur une histoire du Dr Seuss, et raconte les aventures d'un petit garçon qui ne parle pas, mais s'exprime par des bruitages.

## Fiche technique
- Réalisation : Robert Cannon
- Adaptation :  Phil Eastman et Bill Scott d'après le Dr Seuss
- Supervision : John Hubley
- Producteur : Stephen Bosustow
- Société de production : UPA
- Musique : Gail Kubik
- Durée : 7 minutes
- Date de sortie :
  - États-Unis : 2 novembre 1950

## Distribution
- Marvin Miller : narrateur

## Distinctions
- 1951 : Oscar du meilleur court métrage d'animation[4]